# Scatopsidae

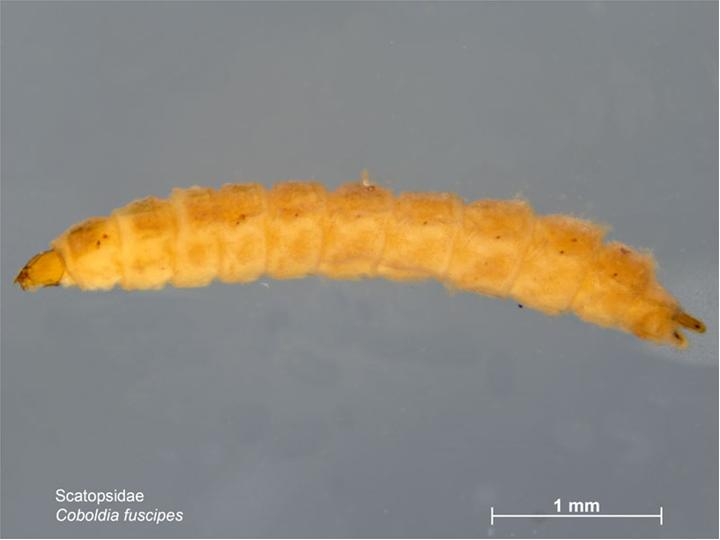
Coboldia fuscipes, larva

Scatopsidae es una familia de moscas nematóceras. Es una pequeña familia de distribución mundial con más de 400 especies descritas en 34 géneros. Quedan muchas especies por describir. Son mosquitas pequeñas, a veces diminutas (entre 0.6 y 5 mm), oscuras, parecidas a mosquitas de la familia Simuliidae, pero sin la característica joroba de esta familia.
Se desconocen las larvas de la mayoría de las especies. Las pocas que han sido estudiadas tienen una forma achatada y son saprófagas terrestres.
Se han encontrado fósiles de esta familia en ámbar del Cretácico.
Scatopse notata (Linnaeus, 178) es una especie de distribución cosmopolita. Sus estadios larvarios se encuentran en material vegetal o animal en descomposición.

## Géneros
Lista incompleta:
- Anapausis Enderlein, 1912
- Apiloscatopse Cook, 1874
- Arthria Kirby, 1837
- Aspistes Meigen, 1818
- Austroclemina
- Borneoscatopse
- Brahemyia Amorim, 2007
- Coboldia Melander, 1916 (a veces escrita erróneamente Colboldia)
- Colobostema Enderlein, 1926
- Cooka Amorin, 2007
- Diamphidicus Cook, 1971
- Efcookella
- Ectaetia Enderlein, 1912
- Ferneiella Cook, 1974
- Hawomersleya Cook, 1971
- Holoplagia Enderlein, 1912
- † Mesoscatopse
- Neorhegmoclemina
- Parascatopse Cook, 1955
- Parmaferia Cook, 1977
- † Procolobostema
- † Protoscatopse
- Psectrosciara Kieffer, 1911
- Quateiella Cook, 1975
- Reichertella Enderlein, 1912
- Rhegmoclema Enderlein, 1912
- Rhegmoclemina Enderlein, 1936
- Rhexoza Enderlein, 1936
- Scatopse Geoffroy, 1762 (a veces escrita erróneamente Scatops o Scathops)
- Swammerdamella Enderlein, 1912
- Thripomorpha Enderlein, 1905

## Etimología
El nombre Scatopsidae "parecido a heces" (del griegoskat "heces" y opsi "apariencia"), pero esto es posiblemente un malenendido. Se deriva del nombre del género Scatopse, que solía estar mal escrito Scatops.

### Descripción de especies
- Cook, E.F. (1969). A synopsis of the Scatopsidae of the Palaearctic Part I. Rhegmoclematini. Journal of Natural History 3(3): 393-407 doi 10.1080/00222936900770341 (HTML abstract)
- Cook, E.F. (1972). A synopsis of the Scatopsidae of the Palaearctic Part II. Swammerdamellini. Journal of Natural History 6(6): 625-634. doi 10.1080/00222937200770561
- Cook, E.F. (1974). A Synopsis of the Scatopsidae of the palaearctic Part III. The Scatopsini. Journal of Natural History 8(1): 61-100 doi 10.1080/00222937400770061

### Fósiles
- de Souza Amorim, D. (1998). Amber Fossil Scatopsidae (Diptera: Psychodomorpha). I. Considerations on Described Taxa, Procolobostema roseni, new species, from Dominican Amber, and the Position of Procolobostema in the Family. American Museum Novitates 3227; 1-17. PDF fulltext